# Albrecht von Preußen (1837–1906)

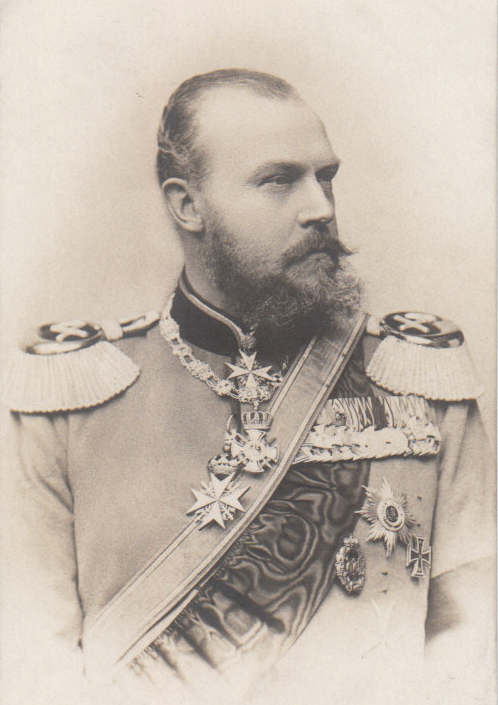
Albrecht von Preußen, Prinzregent des Herzogtums Braunschweig

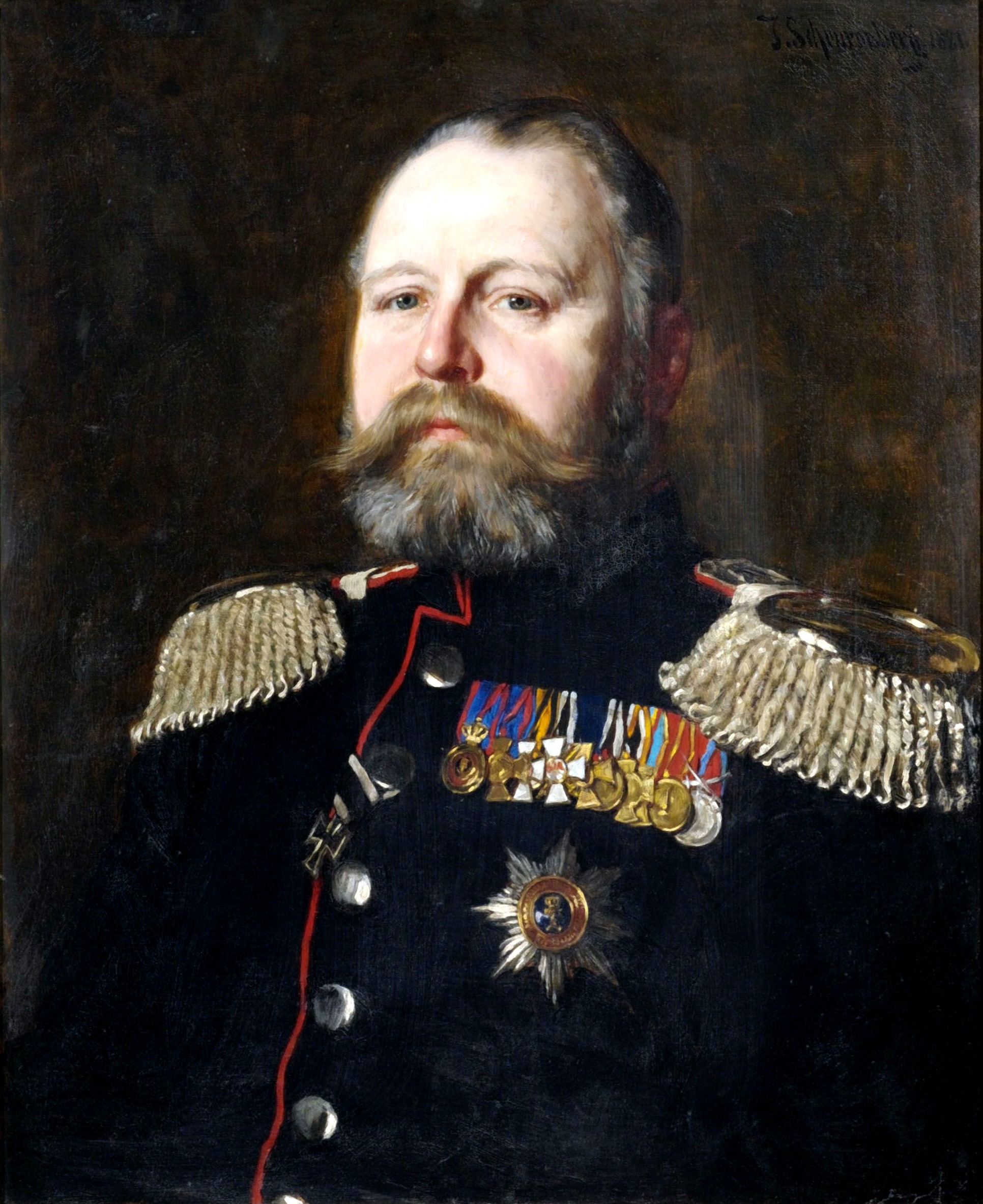
Albrecht von Preußen, Gemälde von Joseph Scheurenberg, 1881

Friedrich Wilhelm Nikolaus Albrecht Prinz von Preußen (* 8. Mai 1837 in Berlin; † 13. September 1906 auf Schloss Kamenz, Niederschlesien) war ein preußischer Generalfeldmarschall, von 1885 bis zu seinem Tod Regent des Herzogtums Braunschweig und seit 1883 Herrenmeister des Johanniterordens.

## Leben
Albrecht war der Sohn des Prinzen Albrecht von Preußen (1809–1872), des Bruders Kaiser Wilhelms I. und König Friedrich Wilhelms IV. von Preußen, und dessen erster Ehefrau, der Prinzessin Marianne von Oranien und Nassau (1810–1883), Tochter König Wilhelms I. der Niederlande und der Königin Wilhelmine, geborene Prinzessin von Preußen. Nach der Scheidung seiner Eltern heiratete sein Vater in zweiter, morganatischer Ehe Rosalie Gräfin von Hohenau geborene von Rauch.
Er trat 1847 in die Preußische Armee ein. 1864 machte er den Feldzug in Schleswig im Hauptquartier des Prinzen Friedrich Karl mit. 1866 nahm er als Kommandeur der 1. Garde-Kavallerie-Brigade erfolgreich an den Schlachten bei Skalitz, Schweinschädel und Königgrätz teil. Im Deutsch-Französischen Krieg 1870/71 befehligte er die 2. Garde-Kavallerie-Brigade und machte die Schlachten bei Gravelotte und Sedan mit. Am 24. Dezember stieß er mit seinen Soldaten zur Armee des Generals von Manteuffel und nahm an den Operationen um Bapaume teil. Für die Operationen an der Somme im Januar 1871 war er mit dem Oberbefehl über mehrere Regimenter betraut und war an der Schlacht bei Saint-Quentin am 19. Januar 1871 beteiligt.
Nach dem Friedensschluss wurde er zum Generalleutnant befördert und übernahm im Mai 1871 das Kommando über die 20. Division. Am 12. Dezember 1873 wurde er zum Kommandierenden General des X. Armee-Korps in Hannover ernannt, eine Position, die er bis Mitte 1888 innehatte. Schon 1883 war er zusätzlich zum Herrenmeister des Johanniterordens gewählt worden, ein Amt, das er bis 1906 bekleidete, Vorgänger war sein Onkel Carl von Preußen. Er übte diese Tätigkeit auch von Schloss Kamenz aus.
1885 wählte die braunschweigische Landesversammlung ihn zum Regenten des Herzogtums Braunschweig, da der Regierungsantritt des Anwärters Ernst August, Herzog von Cumberland, von Bismarck verhindert wurde. In Braunschweig finanzierte er den Wiederaufbau der Burg Dankwarderode und ließ den nach ihm benannten Prinz-Albrecht-Park anlegen, wo ein Denkmal (siehe Liste der Denkmale und Standbilder der Stadt Braunschweig) an ihn erinnert. Ebenso förderte er die Gründung des Vaterländischen Museums (heute Braunschweigisches Landesmuseum).

## Ehrungen
- Ihm wurden hohe Kriegsauszeichnungen verliehen: den Orden Pour le Mérite mit Eichenlaub, Eisernes Kreuz I. und II. Klasse u. a. Der niederländische König Wilhelm III. machte ihn im Rahmen seiner Vermählung zum Komtur im exklusiven Militär-Wilhelms-Orden. Am 8. Mai 1847 erhielt er den Schwarzen Adlerorden.

- In Hannover-Bothfeld wurde die Prinz-Albrecht-Kaserne nach ihm benannt (heute Wohngebiet unter dem Namen Prinz-Albrecht-Karree bzw. entlang des Prinz-Albrecht-Ring).[2]

- Die durch die Landesversicherungsanstalt Braunschweig bei Stiege im Oberharz angelegte Lungenheilstätte Albrechtshaus wurde nach dem braunschweigischen Regenten benannt.

- Der in früheren Zeiten weit verbreitete Albrechtsapfel geht auf ihn zurück. Die Apfelsorte Prinz Albrecht von Preußen wurde 1865 vom C. Braun, Hofgärtner des Prinzen in Kamenz in Schlesien, als Sämling von Kaiser Alexander und Baumanns Renette entdeckt. Diese örtliche, schlesische Sorte war damals sehr in diesem Gebiet populär und für Anbau in Gebirgsgegenden geeignet. Weiterhin wird sie in Deutschland und in Mitteleuropa angebaut, wo sie als alte Sorte gilt, die für Hausgärten ideal ist.[3] Heute ist auch die ursprüngliche Bezeichnung Prinz Albrecht von Preußen wieder auf den Baumschulschildern zu finden.

## Familie
Albrecht heiratete am 19. April 1873 Marie von Sachsen-Altenburg (1854–1898), Tochter des Herzogs Ernst I. von Sachsen-Altenburg und dessen Ehefrau Prinzessin Agnes von Anhalt-Dessau, mit der er drei Kinder hatte:
- Friedrich Heinrich (1874–1940) (mit seinem kinderlosen Tode erlosch die Albrecht-Linie in männlichem Stamme)
- Joachim Albrecht (1876–1939) ⚭ (1.) 1919 Marie Blich-Sulzer (1872–1919), ⚭ (2.) 1920, gesch. 1936, Karoline Kornelia Stockhammer (1891–1952)
- Friedrich Wilhelm (1880–1925) ⚭ 1910 Agathe Prinzessin zu Hohenlohe-Schillingsfürst, Prinzessin zu Ratibor und Corvey (1888–1960)

## Weitere Literatur
- Friedrich Spitta: Die Bekenntnisschriften des Herzogs Albrecht von Preussen, M. Heinsius Nachfolger, Leipzig 1909.
- Peter Winzen: Freundesliebe am Hof Kaiser Wilhelms II. BoD, Norderstedt 2010, S. 9. (Teil-Digitalisat)